# 孔休源
孔 休源（こう きゅうげん、469年 - 532年）は、南朝斉から梁にかけての官僚・学者。字は慶緒。本貫は会稽郡山陰県。

## 経歴
南朝斉の廬陵王記室参軍孔珮の子として生まれた。11歳で父を失い、喪に服して礼を尽くし、父の手跡を見るたびに、必ず慟哭して涙を流した。後に呉興郡の沈驎士に師事して経学を学び、その概略に通じるようになった。建武4年（497年）、州により秀才に挙げられ、太尉の徐孝嗣はかれの答案を見て、「王佐の才と称するに足る」と激賞した。休源は王融と友情を結び、竟陵王蕭子良に推薦されて、西邸の学士となった。中興2年（502年）、蕭衍が梁公となると、休源は劉之遴とともに太学博士となった。建康に入ると一族の少府卿孔登の邸に寄寓した。祠事のために廟に入り、侍中の范雲に会ってその知遇を得た。後に范雲が輿に乗って少府の門を訪れると、孔登は自分を訪ねてきたものと思って席を整えたが、范雲は孔登をそっちのけに休源と終日高談し、休源を連れて家に帰ってしまった。
まもなく休源は南朝梁の臨川王蕭宏の府で行参軍をつとめた。武帝（蕭衍）が尚書儀曹郎にふさわしい学芸あって朝儀を解する人物を人選するよう吏部尚書の徐勉に求めると、徐勉は休源を推挙した。武帝はその日のうちに休源に尚書儀曹郎中を兼任させた。このころ礼楽制度の多くは改変されており、故実が求められるたびに、休源は記憶していることを暗唱して機に応じて決断し、逡巡遅滞がなかった。このため吏部郎の任昉は休源のことを「孔独誦」といった。
休源は建康獄正に転じた。中書舎人に任じられ、臨川王蕭宏の下で司徒府記室参軍をつとめ、尚書左丞に転じた。ときに太子詹事の周捨が『礼疑義』を編纂し、漢・魏から斉・梁にいたる礼の疑義が採集されると、休源の所有していた上奏議論はみな収録された。給事黄門侍郎に任じられ、長兼御史中丞に転じた。少府卿に任じられ、行丹陽尹事を兼ねた。天監13年（514年）、晋安王蕭綱の下で宣恵府長史となり、南郡太守・行荊州府州事をつとめた。武帝は休源に師事するよう幼年の蕭綱に命じた。天監14年（515年）、始興王蕭憺が蕭綱の代わりに荊州に駐屯すると、休源は南郡太守・行府州事のまま蕭憺の下で鎮右府長史をつとめた。荊州で治績を挙げ、通直散騎常侍の位を受け、羽林監を領した。秘書監に転じ、明威将軍の号を受けた。普通年間、晋安王蕭綱の下で雲麾府長史・南蘭陵郡太守となり、行南徐州事をつとめた。
建康に召還されて太府卿となり、まもなく都官尚書に任じられた。ほどなく太子中庶子を兼ねた。普通7年（526年）、臨川王蕭宏が死去すると、武帝は蕭宏に代わる揚州刺史の人選を群臣と議論したが、王公に適任者がいなかったため、休源が宣恵将軍・監揚州に任じられた。中大通2年（530年）、監揚州のまま、金紫光禄大夫の位を加えられた。揚州にあって昼は訴訟を決裁し、夜には古典を読んだ。武帝が巡幸に出るたびに、留守の国事を委ねられた。
中大通3年（531年）、昭明太子蕭統が薨去すると、休源は夜間に武帝に召しだされて宮殿に入り、諸公と議論して晋安王蕭綱を皇太子に推した。中大通4年（532年）5月、病のため死去した。享年は64。散騎常侍・金紫光禄大夫の位を追贈された。諡は貞子といった。休源は7000巻の書物を蒐集し、自ら校勘していた。かれの上奏文や議論や弾劾文が15巻にまとめられた。

## 子女
- 孔雲童[3]（長男、仏教を篤く信奉し、官は岳陽王府諮議・東揚州別駕となった）
- 孔宗軌[4]（末子、尚書都官郎・司徒左西掾・中書郎を歴任した）

## 伝記資料
- 『梁書』巻36 列伝第30
- 『南史』巻60 列伝第50